# François d'Espinay de Saint-Luc
Pour l’article homonyme, voir François II d'Espinay de Saint-Luc.
François Ier d'Espinay de Saint-Luc (1554 - Amiens 1597), seigneur de Saint-Luc (terre acquise avec La Charmoye, plus d'autres fiefs en Bray — près de Gournay — qui formeront le marquisat de Lignery en juin 1687, par son arrière-grand-mère Alix de Courcy en 1499, veuve de Guillaume V des Hayes d'Espinay : parents de Robert, lui-même père de Valéran des Hayes d'Espinay, père de notre François), d'Estelan (par son mariage), de Crèvecoeur (par la faveur du roi Henri III), Gaillefontaine (par achat en 1597), est un homme de guerre français. Il fut dans sa jeunesse l’un des mignons du roi Henri III.

## Biographie
François d'Espinay Saint-Luc est le fils de Valéran des Hayes, dit d'Espinay, seigneur de Saint-Luc et de Busancourt, et de Marguerite de Grouches, sa seconde épouse
Issu de la famille d'Espinay Saint-Luc, ancienne famille normande, il est élevé à la cour des Valois et devient l'un des favoris, ou mignons, d'Henri III. 
Mestre de camp du régiment de Sarrieu en 1578, il est nommé en 1579 gouverneur de Saintonge et Brouage, où il est relégué en disgrâce.
Il repousse Henri Ier de Bourbon-Condé lorsque ce dernier assiège Brouage en 1585, reprend l'île d'Oléron en 1586 à Agrippa d'Aubigné, qu'il fait prisonnier. Il prend part à la bataille de Coutras (1587), où il ne sauve sa vie qu'en se rendant à Condé.
Lieutenant général de Bretagne sous Henri IV (1592 - 1596), il pacifie le pays. Il négocie la reddition de Paris avec Brissac en 1594.
Il est fait Grand maître de l'artillerie de France en 1596. 
Il est tué le 8 septembre 1597, d'une arquebusade à la tête, au siège d'Amiens.
Il fut fait Chevalier des Ordres du Roi.

### Mariage et descendance
Il épouse en février 1578 Jeanne de Cossé (vers 1560 - 1602), fille de Charles Ier de Cossé, comte de Brissac, maréchal de France, et de Charlotte d'Esquetot. 
Elle est dame d'Ételan. Quatre enfants sont issus de cette union : 
- Timoléon d'Espinay Saint-Luc  (vers 1580 - 1644) ;
- Charles d'Espinay Saint-Luc ;
- François d'Espinay Saint-Luc ;
- Artus d'Espinay Saint-Luc, abbé de Redon, commandeur de l'ordre du Saint-Esprit, évêque de Marseille (1587-1621)

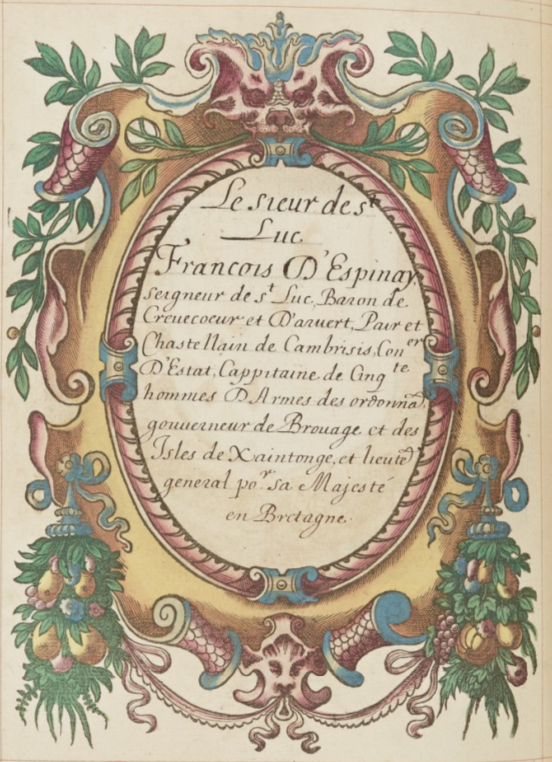
Armorial du Saint-Esprit, 1631

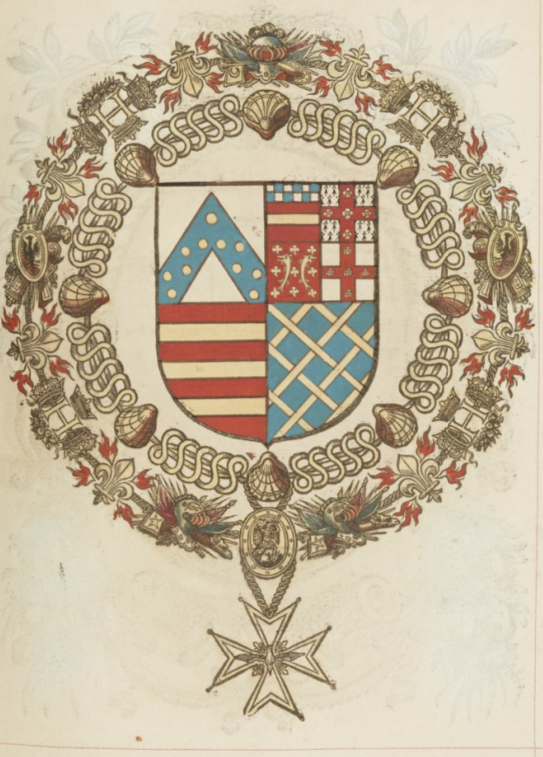
Armorial du Saint-Esprit, 1631

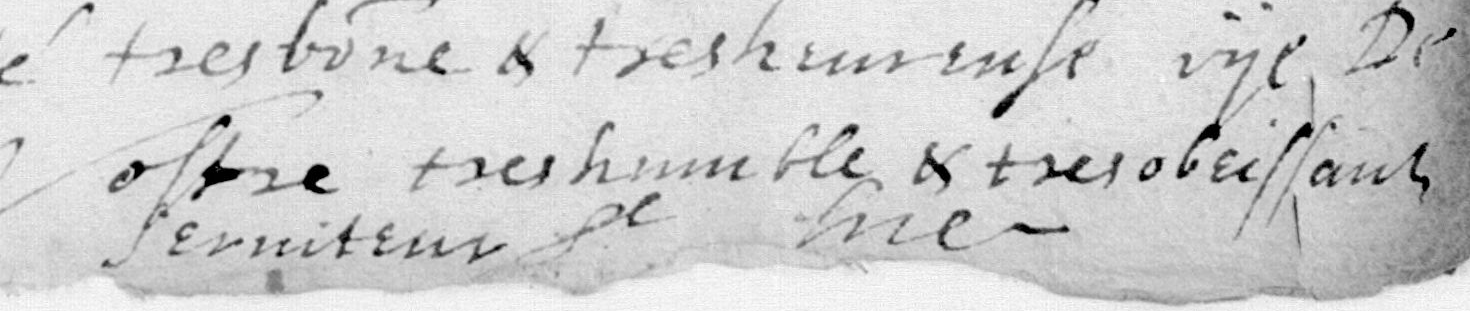
Signature de François d'Espinay (lettre à Monseigneur le duc de Nevers, 1587)

### Fiction
En 1846, Alexandre Dumas en fait un des protagonistes de son roman La Dame de Monsoreau. L'intrigue commence par son mariage avec Jeanne de Cossé en février 1578 et le premier chapitre est intitulé Les noces de Saint-Luc. Mais l'auteur le présente physiquement lors d'un duel qui l'oppose à Monsoreau comme un efféminé, ce qui ne paraît pas être le cas du vrai Saint-Luc portant la barbe. À la sortie du roman, des descendants de Saint-Luc poursuivront en justice Alexandre Dumas, pour l'avoir montré sous un jour trop soumis au roi de France. Pourtant, contrairement à l'Histoire, ce mignon d'Henri III est également montré comme un chevaleresque ami du héros, Bussy d'Amboise, au service du duc d'Anjou, le frère du roi qui complotait contre le souverain, au côté des Guise. Alexandre Dumas fait disparaître le personnage  des Quarante-Cinq. Il avertit lors de ses noces Bussy de l'embuscade qui se prépare contre lui de la part de cinq mignons du roi, quand dans la réalité historique il participa à l'attaque dont Alexandre Dumas s'inspire. 
À la télévision en 1971, dans l'adaptation du roman, par Yannick Andréi, Jean-Louis Broust (également barbu) interprète ce personnage. Dans la version de 2008, le personnage est absent. Mais entretemps en 1997, interprété par Dmitri Maryanov, il a été un des personnages clés (plutôt effeminé comme dans le roman ) de la série russe la Grafinya de Monsoro en 26 épisodes, qui colle à l'oeuvre de Alexandre Dumas: parmi les treize rôles, considérés comme principaux, qui figurent au générique introductif du premier épisode.
En 1855 dans la Belle Gabrielle, suite et fin à la trilogie des guerres de religion d'Alexandre Dumas, qui se déroule entre 1593 et 1601 son célèbre collaborateur Auguste Maquet le fait revenir fugitivement dans un chapitre, comme ancien ami d'Henri III, devenu gentihomme d'Henri IV. 
Dans Les Aventures du baron de Fæneste(1617, 1619, 1630), Agrippa d'Aubigné fait dire (en gascon) à son héros: « Et puis nous causons de l’abancement en cour ; de ceux qui ont ovtenu pensions ; quand il y aura moyen de boir le Roy ; comvien de pistoles a perdu Crequi  et S. Luc » (chapitre 2, édition de Mérimée, pp. 19-20)

## Armoiries
| Figure | Nom et blasonnement |
|        | Écartelé : au I et IV, d'argent, au chevron d'azur, semé de besants d'or (des Hayes-Espinay) ; au II, contr'écartelé, au 1, de gueules à la fasce d'or, au chef échiqueté d'argent et d'azur (Ailly de Sains), au 2, d'hermine à la croix de gueules chargée de cinq coquilles d'or (Flavy), au 3, de gueules à "deux bars crusillés d'or" (alias "De gueules semés de trèfles d'or, deux bars adossés de même" : Clermont-Nesle), au 4, d'argent à la croix de gueules chargée de cinq coquilles d'or (Hangest) ; au III, parti d'or à trois fasces de gueules (Grouches-Gribeauval) et de sable à trois feuilles de scies d'or (Cossé-Brissac). Couronnede baron ; Supportsinsignes de grand maître de l'artillerie de France (écu soutenu par deux canons adossés sur leur affut au naturel) ; Autres ornements extérieurs de l'écucolliers de chevalier des Ordres du roi. |
|        | On trouve aussi : D'argent, au chevron d'azur, chargé de onze besants d'or, posés 1 sur le sommet du chevron, ensuite 2 et 2, puis sur chaque branche deux besants l'un sur l'autre, et enfin un besant sur chaque branche en bas. (voir son portrait) |